# Tour del Mar de la China Meridional
El Tour del Mar de la China Meridional (oficialmente: Tour of South China Sea) fue una carrera ciclista profesional china que se disputaba alrededor del mar de la China Meridional (Hong Kong), en el mes de diciembre.
Se creó en 1999 dentro de la categoría 2.5 (última categoría del profesionalismo). Desde la creación de los Circuitos Continentales UCI en 2005 formó parte del UCI Asia Tour, dentro de la categoría 2.2 (igualmente última categoría del profesionalismo) y posteriormente en 2010 dentro de la categoría 1.2 en su última edición al disputarse en una sola etapa. La edición del 2009 no se disputó.
Siempre tuvo entre 6 y 8 etapas a excepción de la mencionada última edición que se disputó en una sola etapa.
Estuvo organizada por la Hong Kong Cycling Association.

## Palmarés
| Año  | Ganador              | Segundo              | Tercero              |
| ---- | -------------------- | -------------------- | -------------------- |
| 1999 | Kam Po Wong          | Glen Mitchell        | Brendan Vesty        |
| 2000 | Neil McDonald        | Siu-Lun Ho           | Malcolm Lange        |
| 2001 | Kam Po Wong          | Neil McDonald        | Masahiko Mifune      |
| 2002 | Nicolas White        | Phil Thuaux          | Mark Roland          |
| 2003 | Oleg Griškin         | Kam Po Wong          | Peter Milostic       |
| 2004 | Aleksandr Khatuntsev | Ngai Ching Wong      | Kam Po Wong          |
| 2005 | Kin San Wu           | Kam Po Wong          | Fang Xu              |
| 2006 | Aleksandr Khatuntsev | Wang Yip Tang        | Haijun Ma            |
| 2007 | Wang Yip Tang        | Kong Tsui            | Jacob Gramm Nielsen  |
| 2008 | Gang Xu              | Micael Isidoro       | Michael Fitzgerald   |
| 2009 | edición no realizada | edición no realizada | edición no realizada |
| 2010 | Kazuhiro Mori        | Ki Ho Choi           | Sam Davis            |

## Palmarés por países
| País      | Victorias |
| --------- | --------- |
| Hong Kong | 4         |
| Rusia     | 3         |
| Sudáfrica | 2         |
| China     | 1         |
| Japón     | 1         |